# Alicia Sportiello
Pour les articles homonymes, voir Sportiello.
 (novembre 2017).
Si vous disposez d'ouvrages ou d'articles de référence ou si vous connaissez des sites web de qualité traitant du thème abordé ici, merci de compléter l'article en donnant les références utiles à sa vérifiabilité et en les liant à la section « Notes et références ».
Alicia Sportiello (née le 17 juillet 1973) est une comédienne française.

## Biographie
Elle a joué dans de nombreux courts-métrages, dont Interlude (2002), Le Pouvoir inconnu (2005), Bottom (2005). Elle a fait également partie de la troupe d'acteurs ayant participé aux Scénarios contre la drogue (2000), présenté au Festival de Cannes, dans le chapitre « Dernière Année ».
On la retrouve aussi dans le rôle d'Hélène (mère de Clara) dans la série Sous le soleil, dans deux épisodes consécutifs en 1999.
Alicia Sportiello a commencé sa carrière en 1984 dans le groupe des Mini-Star, composé de six jeunes enfants nés entre 1971 et 1974, avec comme chansons les plus connues : Danse autour de la Terre (1984), Arrête ton Clip (1984), Papa comme nous (1985).
Le compositeur Vladimir Cosma les repère très vite et leur propose d'interpréter les paroles du futur dessin animé à succès dont il a composé les musiques, Les Mondes engloutis (1986 - Nina Wolmark), ainsi que des thèmes musicaux qui l'accompagnent (le Flashbic, la Danse des Pirates). Le groupe des Mini-Star, unique en son genre à l'époque, se séparera un an plus tard, à la suite du départ de certains membres.